# عایق‌بندی تاشه کم‌عمق

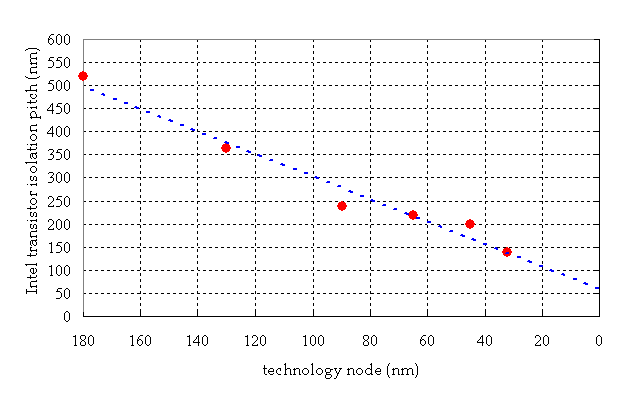
مقیاس‌بندی عایق‌بندی با اندازه ترانزیستور. گام عایق‌بندی مجموع عرض ترانزیستور و فاصله عایق‌بندی تاشه است. با کوچک شدن سطح عایق‌بندی، اثر عرض کانال باریک آشکارتر می‌شود.

فرایند برساخت عایق‌بندی تاشه کم‌عمق مدارهای مجتمع نوین در برش-عرضی

عایق‌بندی تاشه کم عمق (STI) (به انگلیسی: Shallow trench isolation)، که به عنوان تکنیک عایق‌بندی جعبه‌ای نیز شناخته می‌شود، یک ویژگی مدار مجتمع است که از نشت جریان الکتریکی بین اجزای ادوات نیم‌رسانای مجاور جلوگیری می‌کند. STI عموماً در گره‌های فناوری فرایند سیماس ۲۵۰ نانومتر و کوچکتر استفاده می‌شود. فناوری‌های قدیمی سیماس و فناوری‌های غیر ماس معمولاً از جداسازی بر اساس لوکوس استفاده می‌کنند.
STI در مراحل اولیه ساخت ادوات نیم‌رسانا، قبل از شکل‌گیری ترانزیستورها ایجاد می‌شود. مراحل کلیدی فرایند STI شامل زدایش یک الگوی تاشه در سیلیکون، رسوب‌دهی یک یا چند ماده دی‌الکتریک (مانند دی‌اکسید سیلیکون) برای پُرکردن تاشه‌ها و حذف دی‌الکتریک اضافی با استفاده از تکنیکی مانند مسطح‌سازی شیمیایی-مکانیکی است . 
برخی از فناوری‌های ساخت نیم‌رسانا نیز شامل عایق‌بندی تاشه عمیق هستند، این ویژگی اغلب در مدارهای مجتمع آنالوگ یافت می‌شود.
اثر لبه تاشه باعث ایجاد آنچه اخیراً «اثر کانال باریک وارون» یا «اثر عرض باریک وارون» نامیده می‌شود، شده‌است. اساساً، به دلیل افزایش میدان الکتریکی در لبه، ایجاد یک کانال رسانا (توسط وارونگی) در ولتاژ کمتر آسان‌تر است. ولتاژ آستانه برای عرض ترانزیستور باریک به‌طور مؤثر کاهش می‌یابد. نگرانی اصلی قطعات الکترونیکی جریان نشت زیرآستانه است که پس از کاهش ولتاژ آستانه به میزان قابل توجهی بزرگتر می‌شود.

## روند فرایند
- نِهِشت (به انگلیسی: deposition) پشته (اکسید + نیترید محافظ)
- چاپ سخت‌نگاری
- زدایش خشک (زدایش یون فعال)
- پُرکردن تاشه با اکسید
- مسطح‌سازی شیمیایی-مکانیکی اکسید
- حذف نیترید محافظی
- میزان‌سازی ارتفاع اکسید به Si